# Halta Fourneau
Halta Fourneau este o fostă stație de pe linia 126, o cale ferată desființată aproape integral, care asigura legătura între gara Statte și gara Ciney. Halta se află pe malul stâng al râului Hoyoux, în satul Fourneau din comuna belgiană Marchin.
Halta a fost dată în funcțiune pe 10 iunie 1872 (11 iunie, după alte surse), atunci când compania concesionară „Hesbaye Condroz” a inaugurat secțiunea Statte – Modave a căii ferate 126. Halta a rămas în funcțiune până pe 11 noiembrie 1962, când circulația trenurilor de călători între gările Huy-Sud și Ciney a fost sistată. Ulterior, clădirea haltei a fost vândută și este acum o locuință privată.